# Atletiek op de Olympische Zomerspelen 2008 - 400 meter hordelopen mannen
De 400 m horden voor mannen op de Olympische Spelen van 2008 in Peking vond plaats op 18 augustus (series), 16 (halve finales) en 18 augustus (finale) in het Nationale Stadion van Peking.

## Kwalificatie
Elk Nationaal Olympisch Comité mocht drie atleten afvaardigen die in de kwalificatieperiode (1 januari 2007 tot 23 juli 2008) aan de A-limiet voldeden (49,20). Een NOC mocht een atleet afvaardigen, die in dezelfde kwalificatieperiode aan de B-limiet voldeed (49,50).

## Medailles
| Goud   | Angelo Taylor    | USA |
| Zilver | Kerron Clement   | USA |
| Brons  | Bershawn Jackson | USA |

## Records
Voor dit onderdeel waren het wereldrecord en olympisch record als volgt.
| Wereldrecord     | 46,78 | Kevin Young | USA | Barcelona | 6 augustus 1992 |
| Olympisch record | 46,78 | Kevin Young | USA | Barcelona | 6 augustus 1992 |

## Uitslagen
De volgende afkortingen worden gebruikt:
- Q Gekwalificeerd op basis van finishpositie
- q Gekwalificeerd op basis van finishtijd
- PB Persoonlijke besttijd
- SB Beste seizoensprestatie

### Series
18 augustus 2008
Moeten nog ingevoerd worden.

### Halve finales
19 augustus 2008 21:45
| Heat | Baan | Atleet               | Nationaliteit | Resultaat | Extra |
| ---- | ---- | -------------------- | ------------- | --------- | ----- |
| 1    | 2    | Kenji Narisako       | JPN           | 49,63     |       |
| 1    | 3    | Pieter de Villiers   | RSA           | 49,24     | Q     |
| 1    | 4    | Bershawn Jackson     | USA           | 49,20     | Q     |
| 1    | 5    | Harouna Garba        | NIG           | 55,14     |       |
| 1    | 6    | Mahau Suguimati      | BRA           | 49,45     | Q     |
| 1    | 7    | Edivaldo Monteiro    | POR           | 49,89     | SB    |
| 1    | 8    | Jonathan Williams    | BIZ           | 49,61     | q     |
| 2    | 3    | Alexander Derevyagin | RUS           | 49,19     | q     |
| 2    | 4    | Bayano Kamani        | PAN           | 49,05     | q SB  |
| 2    | 5    | Alwyn Myburgh        | RSA           | 48,92     | Q SB  |
| 2    | 6    | Danny McFarlane      | JAM           | 48,86     | Q     |
| 2    | 7    | Ibrahima Maiga       | MLI           | 50,57     |       |
| 2    | 8    | Angelo Taylor        | USA           | 48,67     | Q     |
| 3    | 3    | Meng Yan             | CHN           | 49,73     | SB    |
| 3    | 4    | Marek Plawgo         | POL           | 49,17     | Q     |
| 3    | 5    | Markino Buckley      | JAM           | 48,65     | Q PB  |
| 3    | 6    | Aleksey Pogorelov    | KGZ           | 51,47     |       |
| 3    | 7    | Javier Culson        | PUR           | 49,60     | q     |
| 3    | 8    | L.J. van Zyl         | RSA           | 48,86     | Q     |
| 4    | 2    | Yevgeniy Meleshenko  | KAZ           | DNF       |       |
| 4    | 3    | Isa Phillips         | JAM           | 49,55     | Q     |
| 4    | 4    | Mowen Boino          | PNG           | 51,47     | SB    |
| 4    | 5    | Félix Sánchez        | DOM           | 51,10     |       |
| 4    | 6    | Kerron Clement       | USA           | 49,42     | Q     |
| 4    | 7    | Dai Tamesue          | JPN           | 49,82     |       |
| 4    | 8    | Periklís Iakovákis   | GRE           | 49,50     | Q     |

### Finale
21 augustus 2008 21:20
| Rang   | Atleet             | Nationaliteit | Tijd  |
| ------ | ------------------ | ------------- | ----- |
| Goud   | Angelo Taylor      | USA           | 47,25 |
| Zilver | Kerron Clement     | USA           | 47,98 |
| Brons  | Bershawn Jackson   | USA           | 48,06 |
| 4      | Danny McFarlane    | JAM           | 48,30 |
| 5      | L.J. van Zyl       | RSA           | 48,42 |
| 6      | Marek Plawgo       | POL           | 48,52 |
| 7      | Markino Buckley    | JAM           | 48,60 |
| 8      | Periklís Iakovákis | GRE           | 49,96 |